# Palimpsest (astronomia planetària)

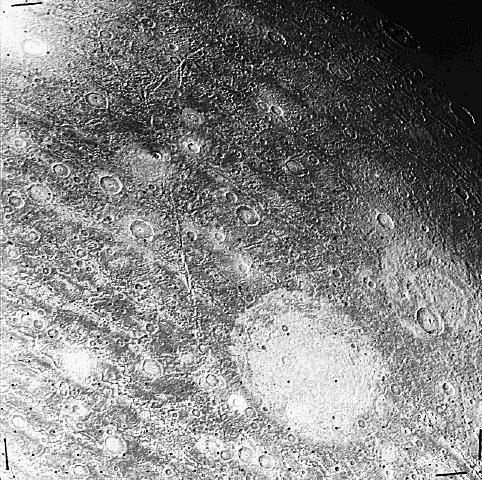
Fotografia de la Memphis Facula (zona blanca, a baix a la dreta), realitzada pel Voyager 2, 1979

En astronomia planetària, un palimpsest (del llatí palimpsestus, que prové de la paraula grega παλίμψηστος / palimpsestos; «raspat de nou») és un cràter antic en un satèl·lit gelat del Sistema Solar exterior, el relleu del qual ha desaparegut a causa del arrossegament del gel en la seva superfície (relaxació viscosa) o pel subsegüent criovulcanisme, deixant una característica d'albedo circular, de vegades amb les restes d'una vora «fantasma». Les superfícies gelades de satèl·lits naturals com Cal·listo i Ganimedes conserven petjades de la seva història en aquests anells. Un exemple típic és la Memphis Facula en Ganimedes, un palimpsest de 340 km d'ample.
Alguns cràters de Mercuri o de la Lluna amb perfils molt rebaixats per efecte del vulcanisme també es descriuen amb aquest qualificatiu quan estan molt desgastats.